# Stefano Borgonovo
Stefano Borgonovo (Giussano, 17 maart 1964 – Florence, 27 juni 2013) was een Italiaans voetballer, die als aanvaller uitkwam voor onder meer Como, Fiorentina, AC Milan, Pescara en Udinese. Hij overleed op 49-jarige leeftijd aan de gevolgen van de ziekte Amyotrofe laterale sclerose (ALS).

## Interlandcarrière
Borgonovo kwam tot drie officiële interlands (één doelpunt) voor Italië. Onder leiding van bondscoach Azeglio Vicini maakte hij als speler van Fiorentina zijn debuut voor de nationale ploeg op 22 februari 1989 in de vriendschappelijke wedstrijd tegen Denemarken (1-0) in Pisa. Hij viel in die wedstrijd na 74 minuten in voor Gianluca Vialli.

## Erelijst
- Europacup I: 1989/90
- Europese Supercup: 1989
- Wereldbeker voor clubteams: 1989